# Kulturpreis der Stadt Rüsselsheim
Der Kulturpreis der Stadt Rüsselsheim ist ein vom Magistrat der Opelstadt Rüsselsheim am Main zweijährlich vergebener Preis für herausragende Leistungen auf kulturellem Gebiet.
Der Kulturpreis wird seit 1986 auf Vorschlag einer Jury „für herausragende Leistungen und bedeutende kulturelle Initiativen, insbesondere auf den Gebieten der Heimatpflege, der Literatur, der Musik oder der bildenden Künste“ vergeben. Er ist mit 2500 Euro dotiert (Stand 2009) und kann an Einzelpersonen oder Vereinigungen vergeben werden, die ihren Sitz in Rüsselsheim haben oder deren Arbeit sich auf Rüsselsheim bezieht. Der Preis kann geteilt werden.
Daneben wird ein Förderpreis in Form eines Förderstipendiums an junge Künstler für besondere Leistungen aus den Bereichen der Musik, des Tanzes, der Literatur, des Theaters, der Bildenden Kunst und der Architektur vergeben. Das Stipendium, das mit einem monatlichen Förderbetrag von 310 Euro dotiert ist, ist auf ein Jahr begrenzt; eine Verlängerung um höchstens ein weiteres Jahr ist möglich.
Bisherige Preisträger des Kulturpreises der Stadt Rüsselsheim:
- 1986: Diether Ritzert, (Maler) verstorben
- 1988: Giuseppe Fiorenza Dill’Elba, (Schriftsteller) verstorben
- 1990: Ottilie Kugler, verstorben, Albrecht Schmidt (Chorleiter)
- 1992: Roger Gorenflo, (Kunsthistoriker) verstorben
- 1994: Inge Besgen (Künstlerin)
- 1996: Horst Aussenhof (Musiker)
- 1998: Regine Schröder-Kracht (Theaterregisseurin)
- 2000: Sigrid Roes (Malerin), Sonderpreis an Schülerinnen und Schüler der Immanuel-Kant-Schule
- 2002: Cinema Concetta (Rüsselsheimer Filmtage), Günter Neliba verstorben
- 2004: Uwe Wenzel (Maler)
- 2006: Ernst Erich Metzner (Historiker)
- 2008: Bengt Foßhag (Illustrator, Künstler und Grafiker)
- 2010: Heimatverein Rüsselsheim 1905 e.V.
- 2012: Kulturzentrum "Das Rind" und "Dorflinde" Rüsselsheimer Folk- und Jazzclub e. V.
- 2014: Rüdiger Schmidt
- 2016: Stephan Völker